# Silnice II/131
Silnice II/131 je komunikací II. třídy v kraji Vysočina.
Tato silnice mezi sebou propojuje silnici II/348 s dálnicí D1 a silnicí II/602.
Začíná na výjezdu ze silnice II/348 směrem k jihu, zhruba 2 km západně od okraje městyse Štoky. Prochází postupně obcemi Petrovice, Větrný Jeníkov, Šimanov, Zbilidy a končí zhruba 1 km jižně od obce Opatov napojením na silnici II/602. Délka silnice je zhruba 17 km. Nejbližší čerpací stanice je ve Štokách a v Dušejově.

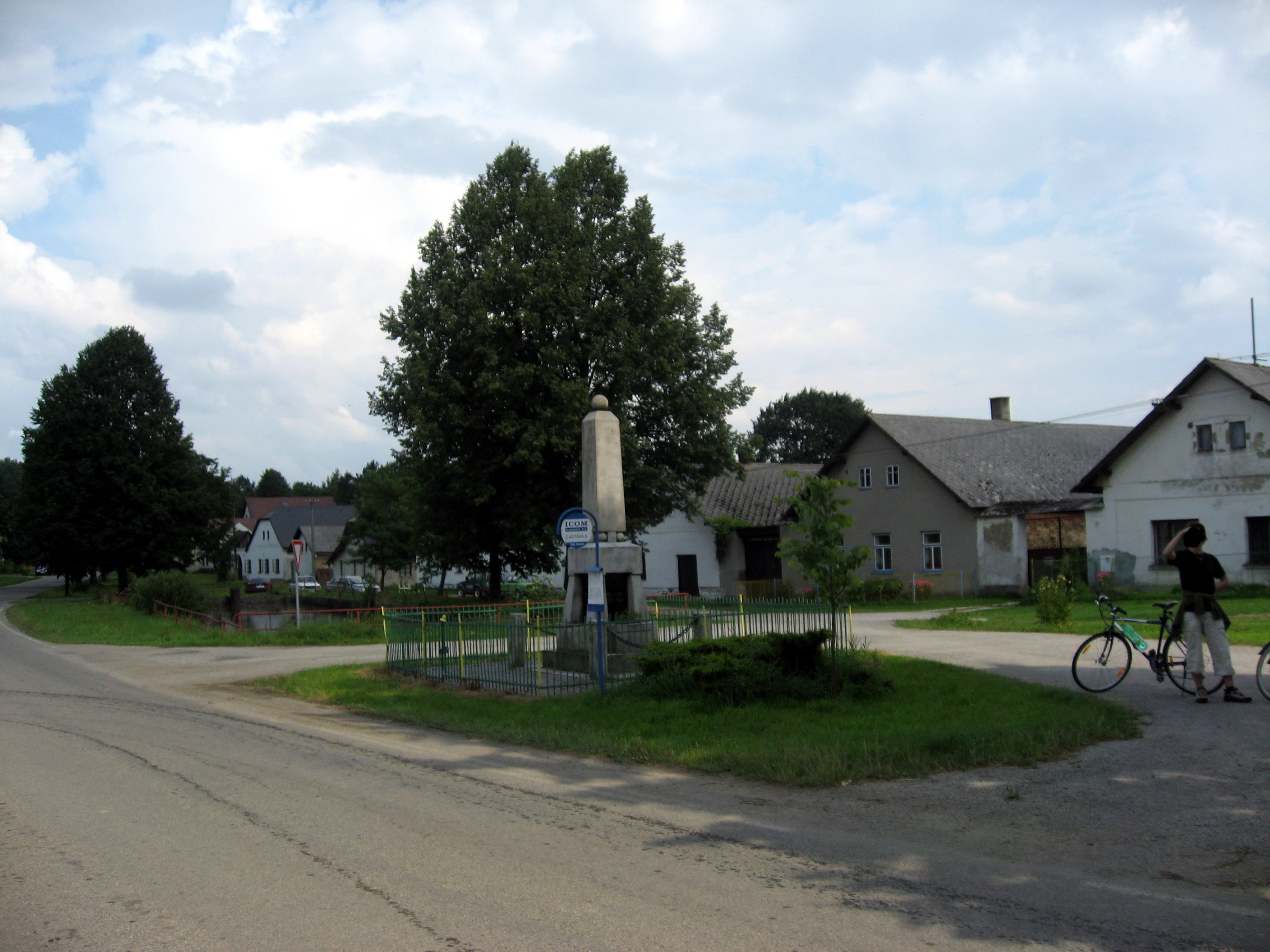
Petrovice, zastávka

## Popis trasy
| Vzdál. v km | Místo          | Popis                                                                                          | Výška m n. m. |
| ----------- | -------------- | ---------------------------------------------------------------------------------------------- | ------------- |
| 0,0         | Silnice II/348 | Počátek II/131 výjezdem ve směru na jih                                                        | 592           |
| 0,5         |                | Zatáčka 90° vpravo                                                                             | 604           |
| 1,6         | Petrovice      | průjezd obcí                                                                                   | 590           |
| 3,9         |                | Vlevo nájezd na D1 směr Praha, odbočka vpravo na III/3486 směr Kosovy a Úsobí                  | 663           |
| 4,1         |                | Nadjezd přes D1                                                                                | 663           |
| 4,3         |                | Vlevo nájezd na D1 směr Brno, odbočka vpravo na III/1311 směr Smrčná                           | 663           |
| 6,8         | Větrný Jeníkov | Průjezd obcí, vlevo odbočka na II/523 směr Bílý Kámen, vpravo odbočka na III/3483 směr Velešov | 691           |
| 7,8         | Větrný Jeníkov | II/131 mírně vlevo, přímo odbočka na II/523 směr na Kalhov                                     | 626           |
| 10,4        | Šimanov        | Průjezd obcí, vlevo odbočka na III/13111 směr Hlávkov                                          | 626           |
| 10,8        | Šimanov        | Na konci obce obočka vpravo na III/13113 směr Branišov                                         | 633           |
| 13,1        | Zbilidy        | Průjezd obcí, odbočka vlevo na III/13114 směr Dušejov                                          | 630           |
| 13,3        | Zbilidy        | Odbočka vpravo na III/13115 směr na Ústí                                                       | 636           |
| 14,4        |                | Odbočka vpravo na III/34776 směrem na Dudín                                                    | 687           |
| 16,1        | Opatov         | Průjezd obcí                                                                                   | 650           |
| 16,9        | Silnice II/602 | Silnice II/131 končí napojením na silnici II/602                                               | 660           |

Poznámka: V tabulce uvedené vzdálenosti a nadmořské výšky jsou přibližné.